# Metz-en-Couture
Metz-en-Couture è un comune francese di 640 abitanti situato nel dipartimento del Passo di Calais nella regione dell'Alta Francia.

## Società

### Evoluzione demografica
Abitanti censiti